# Isoperla hemithales
Isoperla hemithales är en bäcksländeart som beskrevs av Navás 1923. Isoperla hemithales ingår i släktet Isoperla och familjen rovbäcksländor. Inga underarter finns listade i Catalogue of Life.